# Seifertsmühl

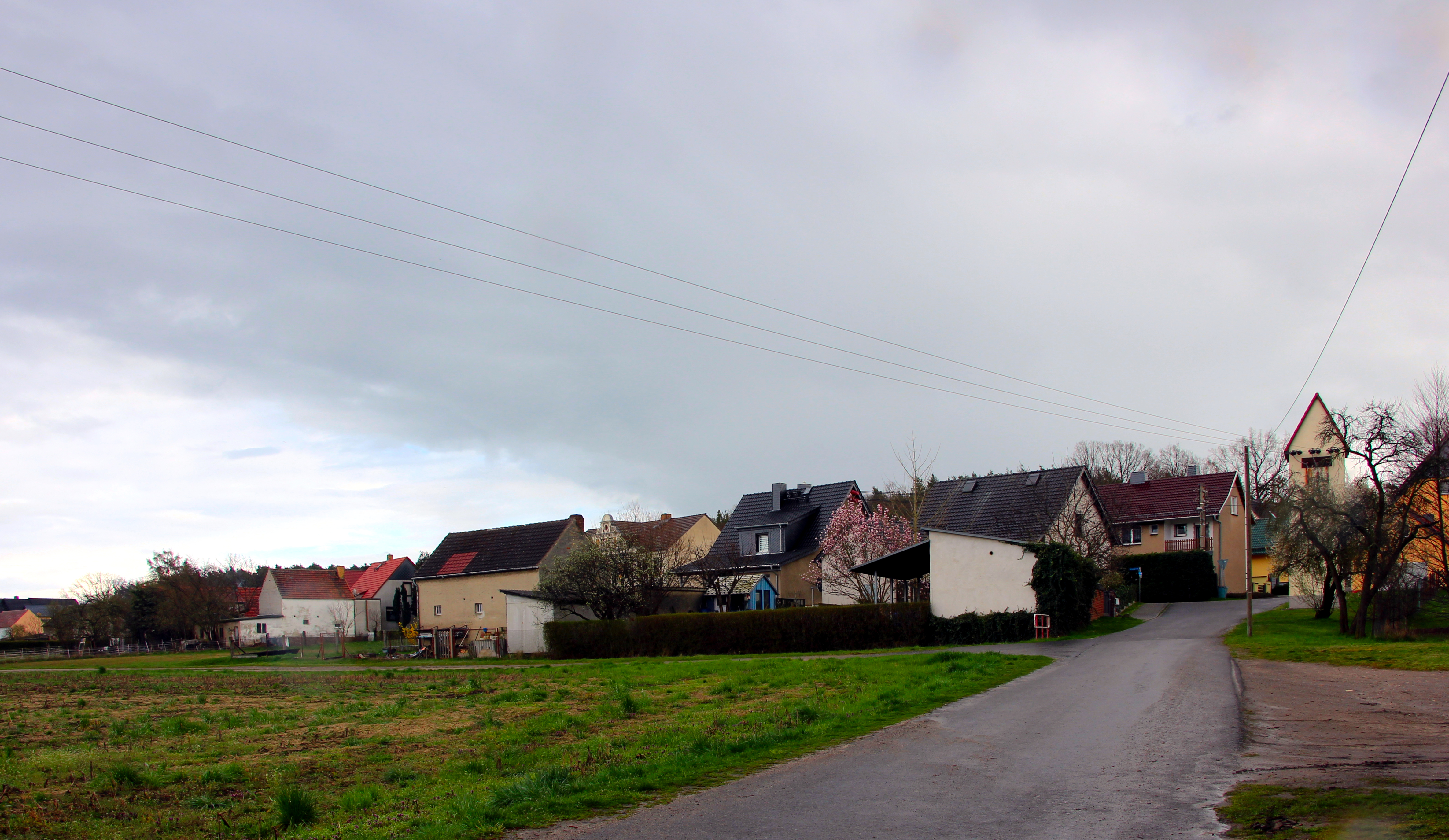
Seifertsmühl von Süden gesehen.

Seifertsmühl ist ein Gemeindeteil der Gemeinde Merzdorf im Süden von Brandenburg im Landkreis Elbe-Elster.

## Geschichte

Seifertsmühl auf einer geschichtlichen Karte des Kreises Liebenwerda (1910).

Seifertsmühl wurde 1403 als die Sifridismoel erstmals erwähnt. Es ist somit das jüngste der Schradendörfer, Schraden selbst einmal ausgenommen. Der Name bedeutet vermutlich Mühle des Siegfried.
Seifertsmühl war ursprünglich Vorwerk des Rittergutes Elsterwerda. Das Dorf entstand im 16. Jahrhundert.
Kirchlich gehörte Seifertsmühl zu dem 5 Kilometer entfernten Frauenhain. Die Kinder von Seifertsmühl wurden in Merzdorf von zwei Lehrern unterrichtet.
Die Landwirtschaft war immer die Haupteinnahmequelle für den Ort. Merzdorf und Seifertsmühl produzierten noch Anfang des 20. Jahrhunderts 1000 bis 3000 t Zwiebeln pro Jahr, die hauptsächlich in den Städten in Sachsens verkauft wurden. Aber auch Gurken und Möhren wurden angebaut.

### Einwohnerentwicklung
| Jahr | Einwohner |
| ---- | --------- |
| 1816 | 86        |
| 1910 | 287       |
| 1926 | 297       |

## Persönlichkeiten

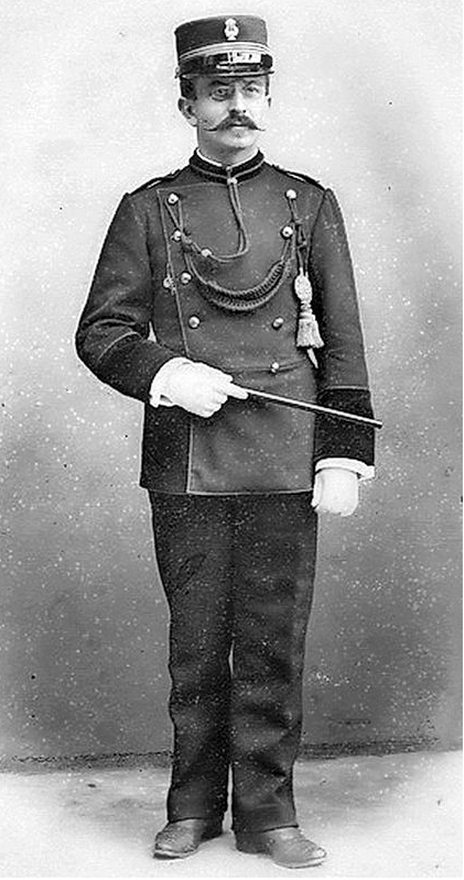
Otto Julius Hönicke

- Otto Julius Hönicke (1867–1943), Musiker, Dirigent und Kapellmeister. Er lebte und starb in Seifertsmühl.[4]